# نقص الشعر اليافعي "الضمور البقعي"

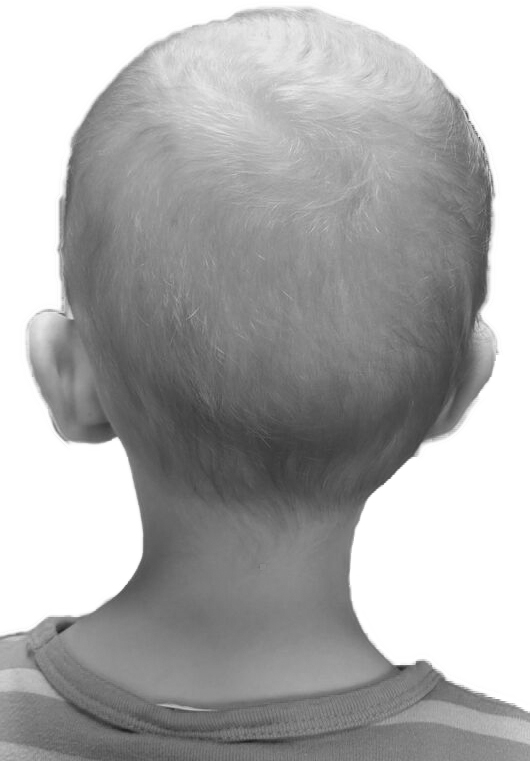
نقص الشعر الضمور البقعي " نمو شحيح بالشعر " طفل مصاب بعمر خمس سنوات

نقص الشعر مع اليافعين «الضمور البقعي» (بالإنجليزية: Hypotrichosis with juvenile macular dystrophy)‏ مرض { اضطراب خلقي } نادر للغاية يتميز بنمو ضئيل ومتفرق للشعر تدريجيا بضمور بقعي منذ الولادة.

## الإنتشار
تقدر نسبة انتشار المرض أقل بكثير من 1 بالمليون حتى الآن وقد تم اكتشاف حوال 50 إلى 100 حالة حتى الآن.

## الأسباب
المرض هو جسمي وراثي تكمن أسبابه في تطفر الجينات CDH3 في بروتين Gen
cadherin 3 اختلاف أنسجة بروتين الكالسيوم مع إتصال الخلية المسؤولة وهو تغاير تركيب الزيغوت zygotie .

## المظاهر السريرية
مظهر الشعر ليس بالشكل المعتاد ويلاحظ نموه بشكل ضعيف جدا في الرأس أما بقية أنحاء الجسم فيكون بشكل طبيعي
ـ عند سن دخول المدرسة على أبعد تقدير، يلاحظ ضعف في البصر والرؤية، حتى يصل لحد فقدان القدرة على القرآءة.
ـ يمكن للشخص المصاب عدا ذلك متابعة حياته بشكل عادي وبصحة جيدة ومتوسط عمر عادي.

## التشخيص المبكر
يبدأ اختلال نمو الشعر بشكل لافت عند سن دخول المدرسة على أبعد تقدير مترافقا مع انعكاس خلفية العين، وهنا ليس من الضرورة أن يظهر ضعف في الرؤية عند الفحوصات الأولية الوقائية
ـ التشخيص ممكن فقط من خلال التشخيص الوراثي الجزئي ضمن إطار المشورة الوراثية البشرية شرط أساسي لخيارات العلاج الممكنة في المستقبل

## طريقة الفحص الموصى بها         «مسار التشخيص»

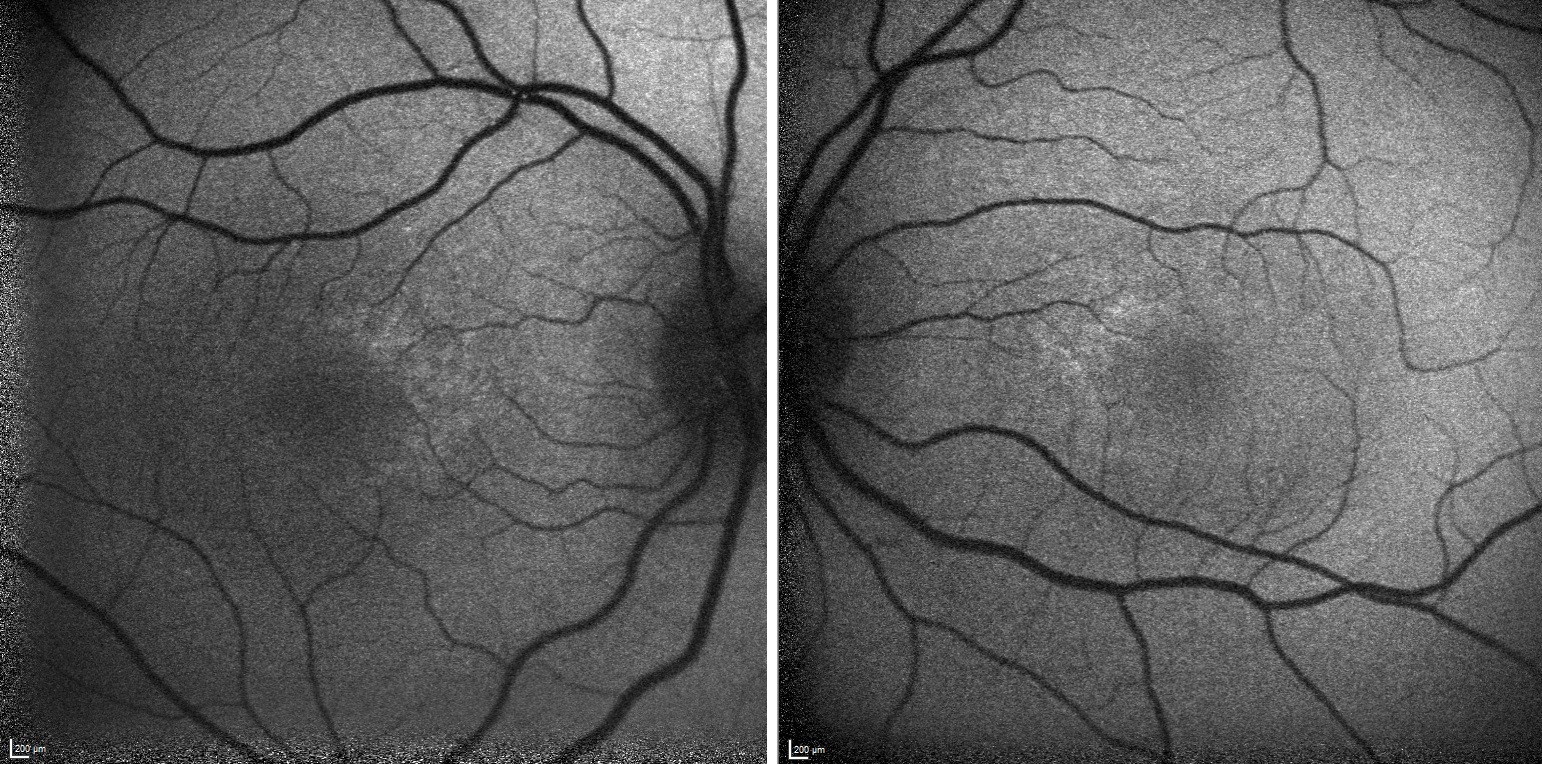
تصوير الأوعية الدموية فلوريئسين لطفل مصاب بعمر خمس سنوات

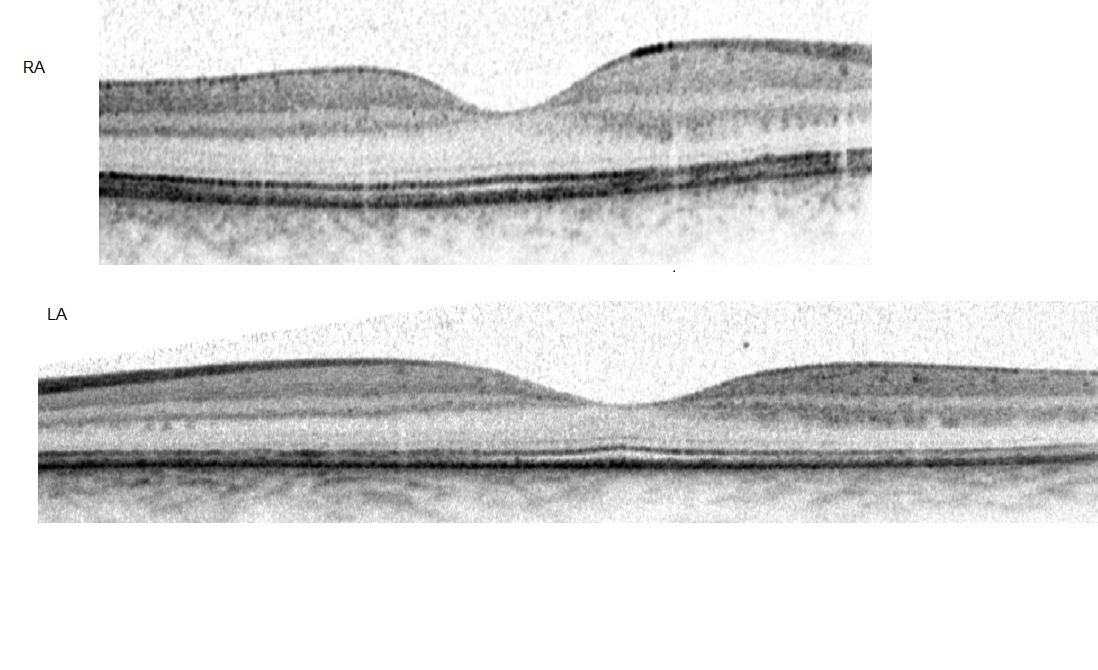
تصوير مقطعي بصري لطفل مصاب بعمر خمس سنوات

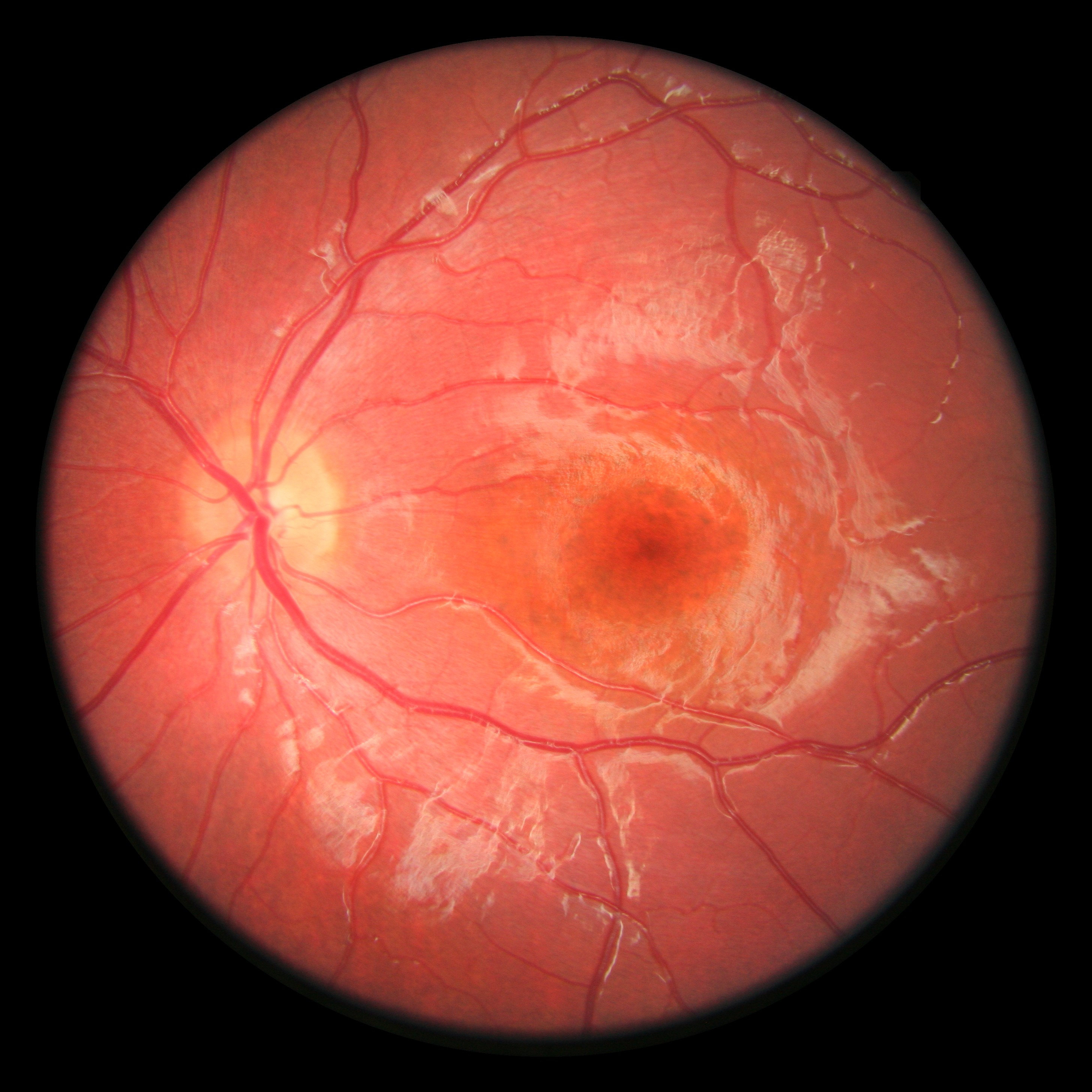
صورة المشيمة للعين اليسرى لطفل مصاب بعمر خمس سنوات

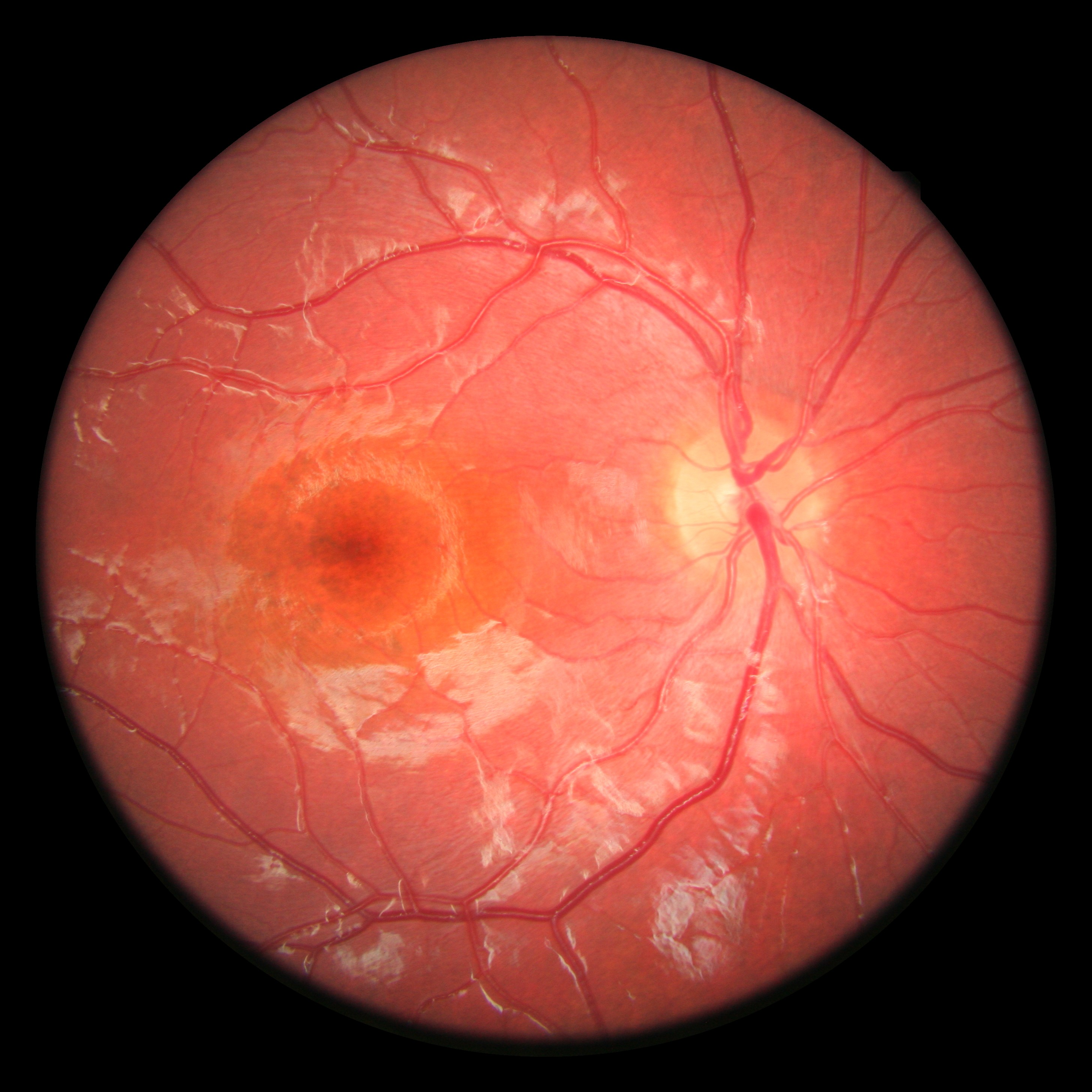
صورة المشيمة للعين اليمنى لطفل مصاب بعمر خمس سنوات

مدى الضرر الذي لحق بشبكية العين خلال الأوعية فلوريئسين ـ فحص شبكية العين ومن خلال التصوير المقطعي للتماسك البصري

## التشخيص التفريقي
تحديدا اختلال نمو الشعر ضمن إطار سوء نمو خلايا الأدمة
ـ تغيرات في جينات CDH3 يمكن أن تحدث أيضا في متلازمة EEM  

## العلاج
علاج أسباب هذا المرض لا يتوفر في الوقت الحالي ألا أنه تقدم مجموعة من الدراسات في مجالات العلاج الجيني exon skipping and crispr/cas الأمل لعلاج منتظر في الأفق
ـ تحديد دقيق لنظام الطفرة الجينية خلال التشخيص المضمون يتناول أمكانات قابلية تبديل حياة مجموعة محددة من الجينات ـعن طريق تشخيص المرض ما يسمى nonsense mutation طفرة في إحداث تغيير قاعدة واحدة في تسلسل الحمض النووي وإنشاء كود اللإيقاف، خلال ذلك يتم كسر سلسلة البرة تين الحيوي بشكل مبكر وينشأعن ذلك تقصير وظيفة البروتين أو إلغاء عمله ليصبح " بروتين أدنى وظيفيا
ما يطلق عليه Read through therapy يمكن خلاله التقديم من مواد محددة تخطي رموز التوقف stop codons وبذلك يؤدي إلى بروتين مفيد، هذا النهج فقط بلا شك على هامش ضيق للطفرات من احتمالات مختلفة لأسباب المرض

## المساعدة في التغلب على المرض والتعايش معه
مرض يهدد البصر ويتم التعرف عليه من خلال ظهور شذوذ بالشعر
يجرح الأشخاص ليس جسديا فحسب إنما في كافة النواحي نفسيا واجتماعيا الخ....
ليس من المستغرب صدمة الشخص المصاب عند بداية تشخيص المرض وهذا يصدم الشخص أو الطفل المصاب كما هو حال الصدمة في المحيط الأسري والأقارب
وهنا تبدأ مواجهة هذا الاعتراف حاليا لا يوجد علاج لهذا المرض
في هذه اللحظة يشعر المرء أنه وحيدا في هذه الحياة مع هذه المعاناة ويطرح هذه السؤال نفسه: ""لماذا أنا ؟؟؟ لماذا طفلي ؟؟ من بين كل هذا العالم !!!!! 
إلا أن الأمل موجود دائما لجميع الأطفال المصابين الذين يجب أن يحظوا بطفولة سعيدة في المقام الأول
العديد من الفحوص والمواعيد الطبية تستغرق الكثير من الوقت ولن تكون قادرة على حل مشكلة طفرة الجينات في بضعة أشهر من الوقت، لذلك من المستحسن من الأهل التعاطف مع الطفل وتربيته بثقته واعتماده على نفسه في سن المراهقة.
التعامل مع المرض بانفتاح مع أشخاص آخرين مصابين على الرغم من ندرة المرض وصعوبة التقاء الأشخاص المصابين إلا أن تبادل الخبرات معهم يساعد على حياة جيدة ويساعد على التعايش مع المرض

## التاريخ
الوصف الأول للمرض يعود إلى عام 1935 من قبل الطبيب الألماني هانس فاغنِر

## Literatur
- A Rare Syndrome: Hypotrichosis with Juvenile Macular Dystrophy (HJMD)
- الوراثة المندلية البشرية عبر الإنترنت (OMIM): CADHERIN 3 -114021
- L. Samuelov, E. Sprecher, D. Tsuruta, T. Bíró, J. E. Kloepper, R. Paus: P-cadherin regulates human hair growth and cycling via canonical Wnt signaling and transforming growth factor-β2. In: Journal of Investigative Dermatology. 2012, Band 132, Nr. 10, S. 2332–2341, doi:10.1038/jid.2012.171, PMID 22696062.
- K. Nagel-Wolfrum, F. Möller, I. Penner, U. Wolfrum: Translational read-through as an alternative approach for ocular gene therapy of retinal dystrophies caused by in-frame nonsense mutations. In: Visual neuroscience. Bd. 31, Nr. 4–5, September 2014, S. 309–316, doi:10.1017/S0952523814000194, PMID 24912600 (Review).
- Manuel Jose Justiniano: Micro Perforations Deep Sclerectomy (MPDS). In: Journal of Clinical & Experimental Ophthalmology. 06, 2015, doi:10.4172/2155-9570.S1.022.
- C. Y. Gregory-Evans, X. Wang, K. M. Wasan, J. Zhao, A. L. Metcalfe, K. Gregory-Evans: Postnatal manipulation of Pax6 dosage reverses congenital tissue malformation defects. In: The Journal of clinical investigation. Bd. 124, Nr. 1, Januar 2014, S. 111–116, doi:10.1172/JCI70462, PMID 24355924, ببمد سنترال 3871240.
- N. Schwarz, A.-J. Carr u. a.: Translational read-through of the RP2 Arg120stop mutation in patient iPSC-derived retinal pigment epithelium cells. In: Human Molecular Genetics. 24, 2015, S. 972, doi:10.1093/hmg/ddu509.

## Einzelnachweise
1. ↑  "معلومات عن نقص الشعر اليافعي "الضمور البقعي" على موقع icdcodelookup.com". icdcodelookup.com. مؤرشف من الأصل في 2020-10-25.
2. ↑  "معلومات عن نقص الشعر اليافعي "الضمور البقعي" على موقع rarediseases.info.nih.gov". rarediseases.info.nih.gov. مؤرشف من الأصل في 2020-10-25.
3. ↑  OMIM: 601553

## Weblinks
- Krankheitsbild derHJMD bei Pro Retina Deutschland e. V.
- HJMD, private Homepage eines Betroffenen
- Gesellschaft für Mukopolysaccharidosen
- Normalsequenz des CDH-3 Gens
- Ge(h)n mit HSP